# エアウォーク

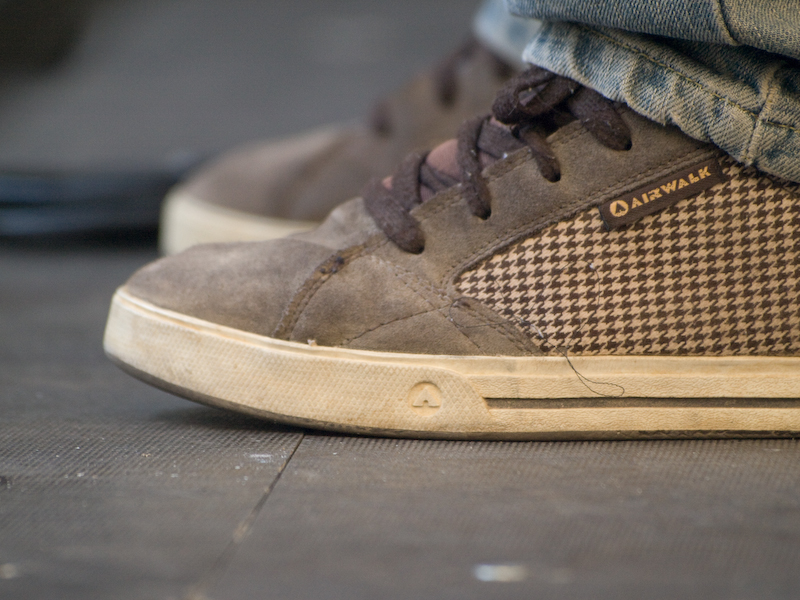
スニーカー

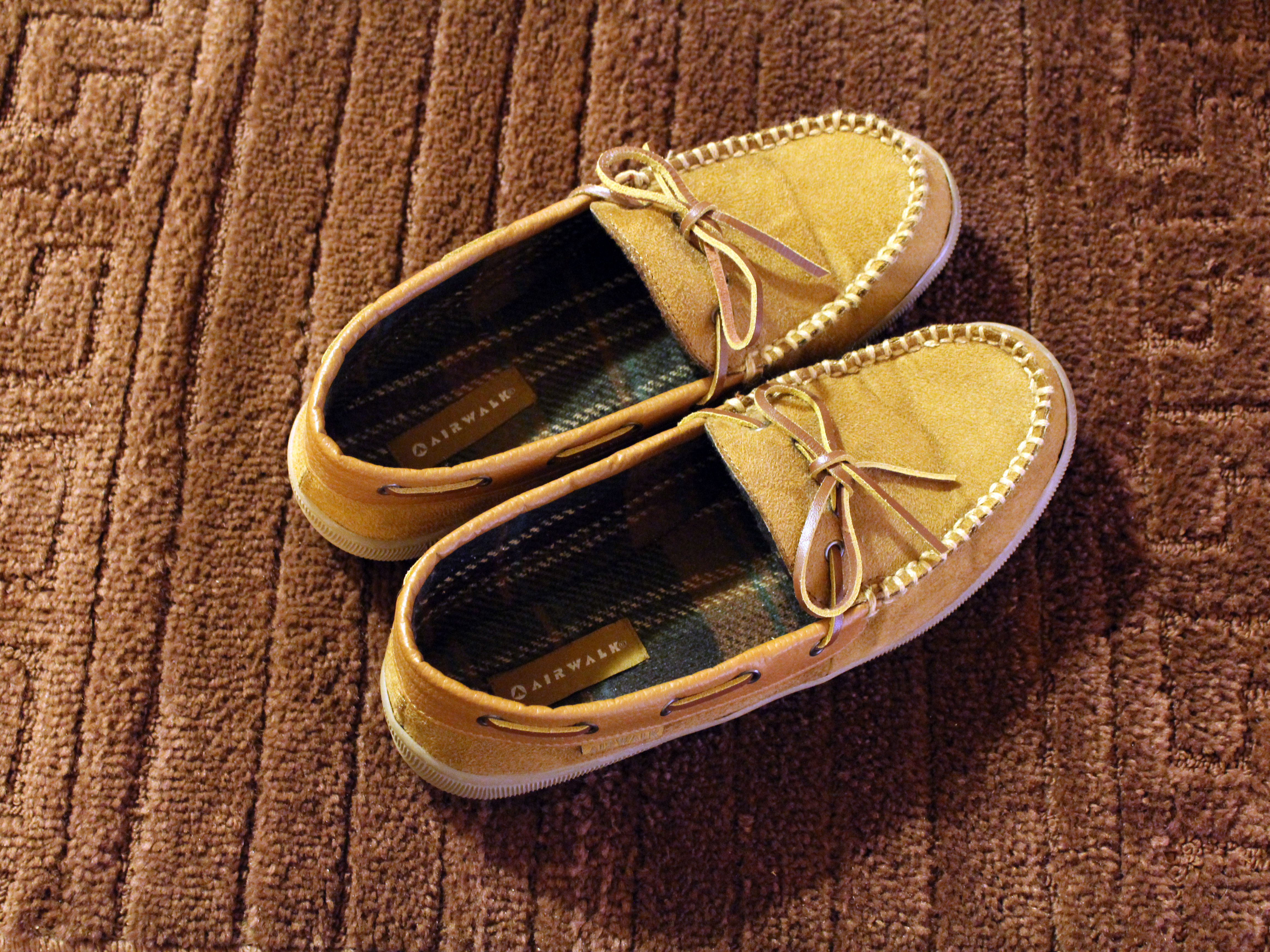
モカシンスリッパー

エアウォーク（airwalk）はビル・マンとジョージ・ヨーンによって1986年に作られた、ペンシルベニア州のアルツーナに本拠地があるサーフィンやスケートボード、BMXなどのシューズを製造しているメーカー。1980年代～90年代初頭にはスケートボードシューズやTシャツ、スノーボードなどを製造していた。また、ジェイソン・リーやトニー・ホークなどのスケーターのサポートをしていた。
1990年代中ごろにビル・マンがエアウォークを去り、会社はメインストリームに方向性を変えることになる。それにより、スケーター・カルチャーを定着させていく重要な会社となっていった。スノーボードやアパレルに力を入れる一方、1999年には夏のXゲームでエアウォークがサポートするバッキー・ラスク、アンディ・マクドナルド、ブライアン・フォスター、ジェイ・ミロン、デニス・デラメラエレといったプロ・スケーターたちが3つの金メダル、4つの銀メダルを獲得し、スケートボードブランドとしての力も見せている。
2004年1月、コレクティヴ・ライセンシング・インターナショナルに買収される。彼らはエアウォークというブランドが本来あった若い世代をターゲットとしたアクションスポーツブランドとして再出発を図ることにし、シムス・スノーボードやヴィジョン・ストリート・ウェアをさらに買収、新たなブランドイメージの打ち出しをしていくこととなった。
2007年3月、コレクティヴ・ライセンシング・インターナショナルは、コレクティブブランズの傘下グループとなる。これにより、サッカニー、チャンピオン（シューズ）、スペリー トップサイダーなどと同じ会社のブランドとなった。エアウォークブランドはコレクティヴ・ライセンシング・インターナショナルでも管理している模様。